# Background Imaging of Cosmic Extragalactic Polarization

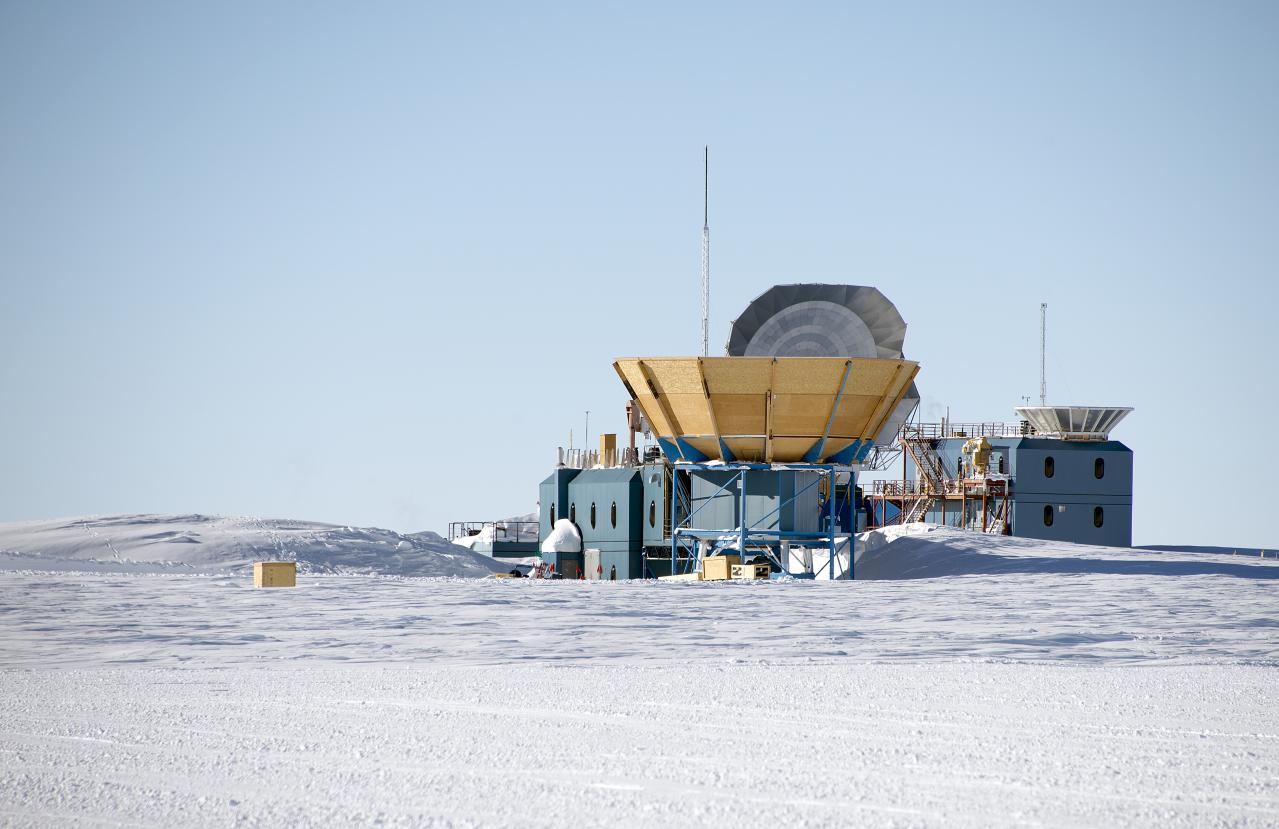
Keck Array (links) und BICEP2 (rechts) in der Amundsen-Scott-Station, 2013

Background Imaging of Cosmic Extragalactic Polarization (BICEP) ist ein Experiment zur Messung der Polarisation der kosmischen Mikrowellenhintergrundstrahlung (CMB) in der Antarktis. Die verschiedenen Stufen des Experiments bestehen jeweils aus Mikrowellenantennen mit polarisationssensitiven Bolometern. Zu dem System von Teleskopen am Südpol gehört neben BICEP auch das Keck Array.

## Aufbau

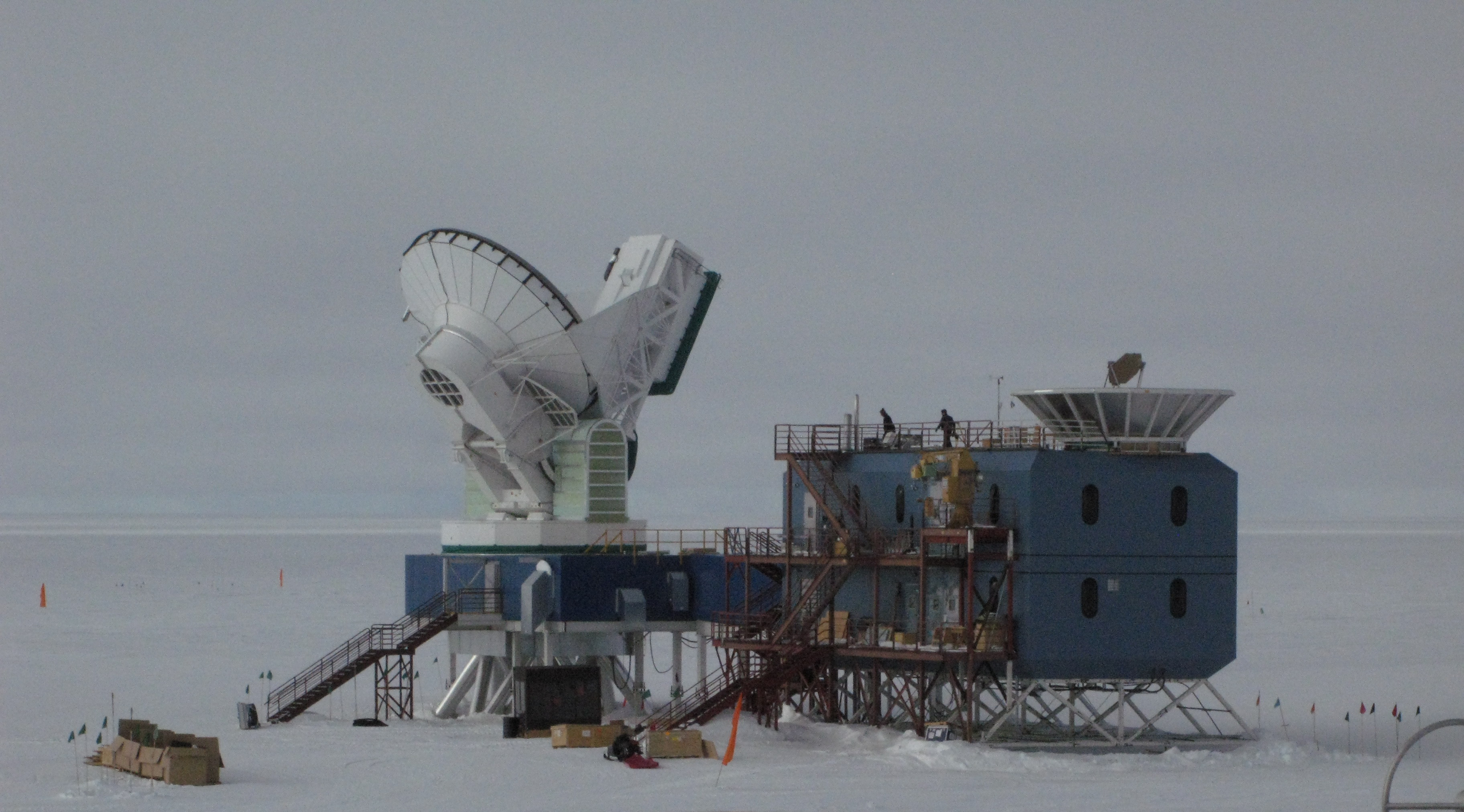
„Dark Sector Lab“, links davon das South Pole Telescope

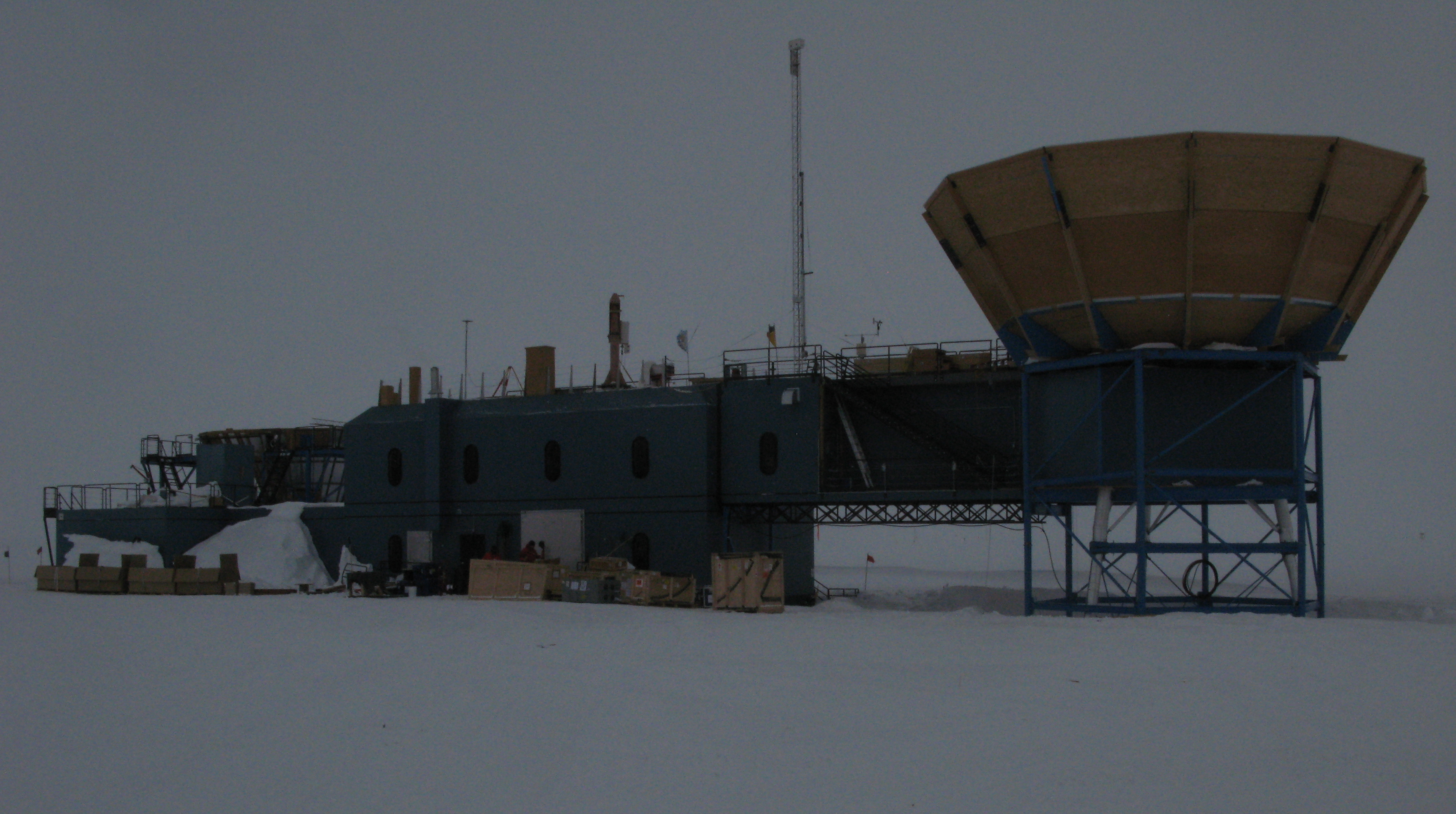
Keck Array im MAPO 2011

Zum Experiment gehörten BICEP1, Januar 2006 bis Dezember 2008, mit 98 Detektoren und BICEP2, Januar 2010 bis Dezember 2012, mit 512 Detektoren. Seit 2015 arbeitet BICEP3 mit 2560 Detektoren. Dazu kommt das Keck Array, das seit 2011 mit drei und seit 2012 mit fünf Empfängereinheiten läuft. Das BICEP-Teleskop befindet sich unweit der Amundsen-Scott-Südpolstation im Dark Sector Laboratory, wo auch das South Pole Telescope untergebracht ist. Das Keck Array befindet sich auf dem benachbarten Martin A. Pomerantz Observatory (MAPO). Beobachtet wird bei Frequenzen von 95 (BICEP3) bzw. 95, 150 und 220 GHz (Keck Array) ein Gebiet um den Himmelssüdpol.
Beteiligt sind das Caltech und das Jet Propulsion Laboratory, die Cardiff University, die University of Chicago, das Harvard-Smithsonian Center for Astrophysics, das CEA Grenoble (Frankreich), die University of Minnesota, die Stanford University, die University of California, San Diego (BICEP1, BICEP2), das National Institute of Standards and Technology (NIST), die University of British Columbia und die University of Toronto (Kanada, BICEP2, BICEP3, Keck Array) und die Case Western Reserve University (Keck Array).
Leitende Wissenschaftler von BICEP und Keck Array sind John Kovac (Harvard Smithsonian Center), Jamie Bock (Caltech, Jet Propulsion Laboratory), Clem Pryke (University of Minnesota) und Chao-Lin Kuo (Stanford/SLAC).

## Meldung über die Bestätigung von kosmologischer Inflation und Gravitationswellen durch BICEP
Die Anlagen wurden speziell dafür ausgelegt, die sogenannte B-Mode in der CMB zu entdecken, den „Nachhall“ von Gravitationswellen-Signalen im Cosmic Gravitational Wave Background (CGB) aus der frühen inflationären Phase des Universums, die ihre Spuren im Verteilungsmuster der Polarisation der CMB als spezielle „Verwirbelungskomponente“ hinterließen. Die Kollaboration von BICEP2 gab im März 2014 die Entdeckung der B-Mode im CMB bekannt. Die B-Mode ist eine Signatur für Geschehnisse im Universum, die noch in der Inflationsperiode bis etwa 10−31 Sekunden nach dem Urknall stattfanden und damit der früheste Blick ins Universum. Der CMB selbst stammte aus der Zeit der Rekombination von Elektronen und Protonen etwa 380.000 Jahre nach dem Urknall, als Strahlung und Materie entkoppelten. Die Entdeckung der primordialen B-Moden war eines der Hauptziele kosmologischer Forschung. Sie liefern sowohl erste Bilder von Gravitationswellen als auch der inflationären Phase des Universums und wurden populärwissenschaftlich als Geburtsschrei des Universums umschrieben. Das Signal fiel stärker aus als von den Theoretikern erwartet mit einem Parameter r=0,2, wobei r das Verhältnis von Tensor- zu Skalaramplituden angibt (die Tensoramplitude stammt von Gravitationswellen, die Skalaramplitude von Dichtefluktuationen). Vor Bekanntgabe der Entdeckung eines B-Moden-Signals wurden die Daten drei Jahre lang genau analysiert, um Fehler und deren Herkunft aus späteren Verzerrungen etwa durch die Staubmassen oder Synchrotronstrahlung in unserer Galaxie auszuschließen. Atmosphärische Störungen der Messung zu vermeiden war ein Hauptgrund, die Teleskope am Südpol zu installieren. BICEP konnte dort während der mehrmonatigen Polarnacht rund um die Uhr einen besonders störungsfreien Bereich des Südhimmels (Southern Hole) beobachten, der allerdings nur rund 2 Grad Ausdehnung hatte. Nach der Bekanntgabe der Resultate wurde auf unabhängige Bestätigung der Ergebnisse zum Beispiel durch das Planck-Weltraumteleskop gewartet, das zudem auch im Gegensatz zu BICEP den gesamten Himmelsbereich abdeckt und bei unterschiedlichen Frequenzen misst. Das Planck-Teleskop liefert zudem genauere Aussagen zum Beispiel über den Gravitationslinsen-Hintergrund, der von den Messungen abzuziehen ist.
Im September 2014 veröffentlichte die Planck Collaboration (Planck-Teleskop) eine Zwischenanalyse ihrer Daten, nach der die fraglichen BICEP2-Daten durch polarisierte Wärmestrahlung von interstellarem Staub in der Milchstraße verursacht worden sein könnten, der durch das Magnetfeld der Milchstraße und dessen Fluktuationen beeinflusst wird. David Spergel (Princeton) und andere hatten zuvor schon an der Interpretation der BICEP-Kollaboration Kritik geübt, da sie im Gegensatz zu letzterer die Vorabinformationen des Planck-Teleskops zu Verzerrungen durch kosmischen Staub nicht vollständig berücksichtigt hatten. Nach der späteren Veröffentlichung der Planck-Daten ist der konkurrierende Einfluss des Staubs aber größer, als die Autoren der BICEP2-Kollaboration aufgrund der Vorabinformation angenommen hatten.

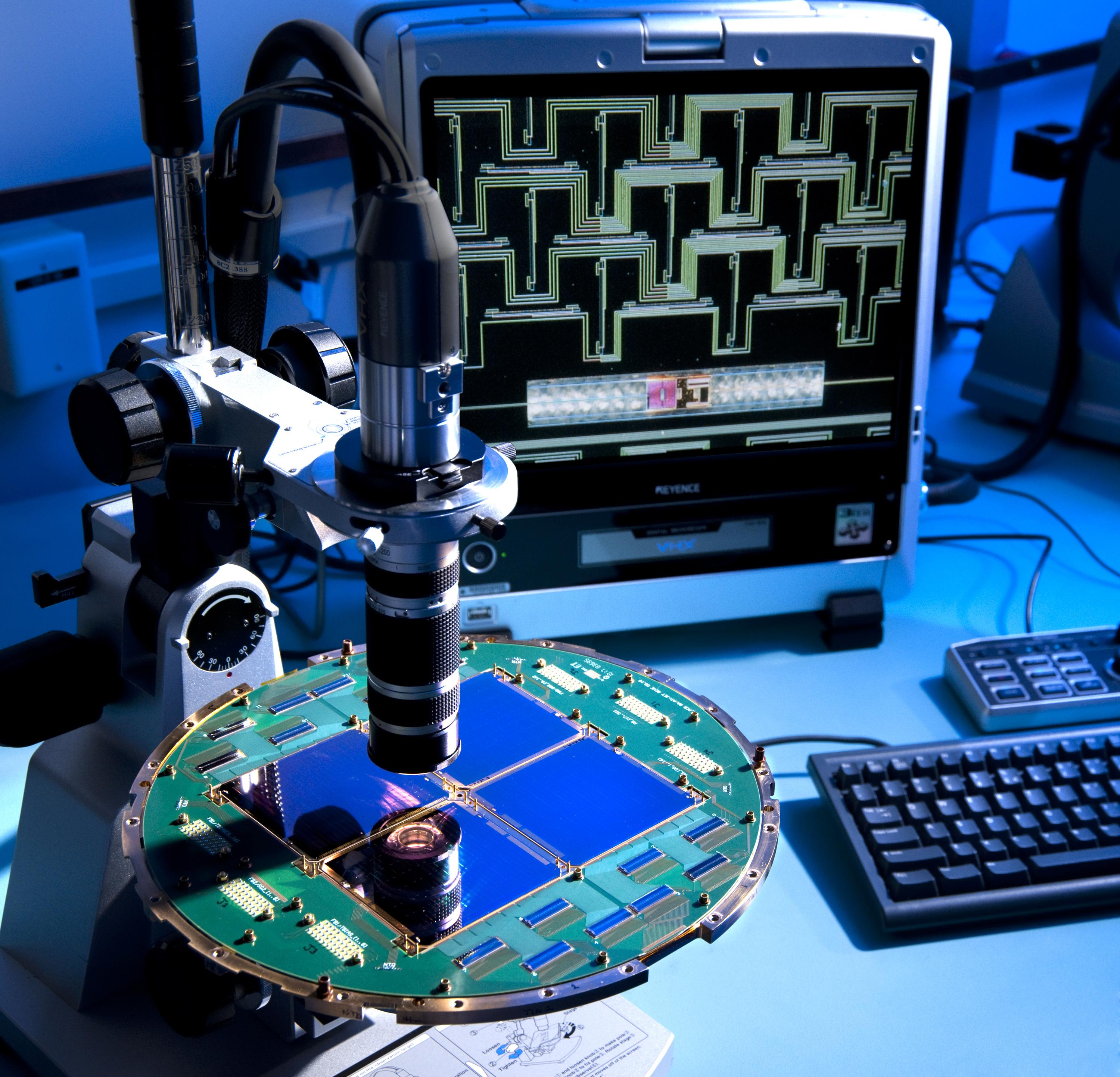
Supraleitende Detektoren des BICEP2 unter dem Mikroskop

Die Analyse der Planck-Daten extrapolierte Beobachtungsergebnisse des Planck-Satelliten bei 353 GHz, einem Frequenzbereich, in dem der Beitrag des Staubs dominiert, hinunter auf die Frequenz von 150 GHz und den Himmelsausschnitt, in dem BICEP2 operierte. Sie zeigte, dass der ausgesuchte Himmelsabschnitt keineswegs zu den am wenigsten von kosmischem Staub beeinflussten Regionen gehörte und dort möglicherweise sogar alle beobachteten B-Moden-Signale durch kosmischen Staub verursacht sein könnten, mit einer positiven oder negativen relativen Unsicherheit von rund einem Drittel des Ergebnisses. Die ursprünglich von BICEP2 favorisierten Werte von r = 0,2, die Large Field-Inflationsmodellen entsprechen, mussten aufgrund der Analyse der Planckwerte reduziert werden. Eine Nachanalyse der oberen Grenze für r ist im Gang (November 2014). Experimente, die B-Moden-Signale mit r < 0,1 bis in den Bereich von r = 0,01 detektieren können, sind in der Entwicklung (Atacama Cosmology Telescope, South Pole Telescope, BICEP/Keck Array, das Ballonexperiment Spider). Außerdem werden vorzugsweise Himmelsregionen untersucht, die relativ frei von Störungen durch kosmischen Staub sind, und es wird ein breiteres Spektrum von Frequenzen benutzt. BICEP2 arbeitete bei 150 GHz, nicht zuletzt aus messtechnischen Gründen; die Beobachtung des Spektrums bei mehreren Frequenzen erlaubt aber bessere Rückschlüsse auf den Ursprung des beobachteten Signals. Würden dann auch keine Hinweise auf primordiale B-Moden gesehen, wären dadurch zwar Inflationsmodelle nicht grundsätzlich ausgeschlossen, aber zum Beispiel bestimmte aus der Stringtheorie abgeleitete kosmologische Modelle (Eva Silverstein, mit vorhergesagtem r=0,07).
Im Januar 2015 wurde die Entdeckung nach einem abschließenden Vergleich mit Daten des Planck-Satelliten von den Forschern offiziell zurückgezogen.